# Любешівська волость
Любешівська во́лость — історична адміністративно-територіальна одиниця Пінського повіту Мінської губернії з центром у містечку Любешів.
Станом на 1885 рік складалася з 36 поселення, 15 сільських громад. Населення — 6326 осіб (3272 чоловічої статі та 3054 — жіночої), 662 дворових господарства.
Після відходу Волині до Польщі 1921 року волость було перейменовано на ґміну, що входила до складу Каширського повіту Поліського воєводства.
У наш час територія колишньої Любешівської волості у повному складі входить до складу Любешівського району Волинської області.
|                     | Площа, десятин | У тому числі орної, дес. |
| ------------------- | -------------- | ------------------------ |
| Сільських громад    | 9818           | 4956                     |
| Приватної власності | 29424          | 2148                     |
| Казенної власності  | 4769           | —                        |
| Іншої власності     | 658            | 277                      |
| Загалом             | 44668          | 7384                     |

## Основні поселення волості[2]
- Любешів
- Бихів
- Деревок
- Дольськ
- Люб'язь
- Цир